# Escut de Vilalba Sasserra

Escut oficial de Vilalba Sasserra

L'escut oficial de Vilalba Sasserra té el següent blasonament:
Escut caironat: d'argent, una serra de sinople i una guineu de sable passant posades en pal. Per timbre, una corona mural de poble.

## Història
Va ser aprovat el 25 d'octubre de 1984 i publicat al DOGC el 7 de desembre del mateix any amb el número 492.
Armes parlants: la guineu es refereix a l'antic nom del poble fins al segle xv, Vulpelleres (derivat del llatí "vulpes", guineu), i la serra fa referència al nom modern, tot i que Sasserra en realitat al·ludeix a una cadena de muntanyes: el poble està situat a la banda nord de la serra del Corredor. L'esmalt d'argent també és al·lusiu al nom del municipi: Vilalba significa "vila blanca".